# Simplon (Valais)
Simplon (em italiano: Sempione) é uma comuna da Suíça, no Cantão Valais, com cerca de 350 habitantes. Estende-se por uma área de 90,9 km², de densidade populacional de 4 hab/km². Confina com as seguintes comunas: Briga-Glis (Brig-Glis), Eisten, Ried-Brig, Saas Almagell, Saas Balen, Saas Grund, Visperterminen, Zwischbergen. 
A língua oficial nesta comuna é o Alemão.